# Poznań
Poznań (kiejtéseⓘ, IPA: [ˈpɔznaɲ], németül Posen [ˈpoːzən], latinul Posnania, jiddisül ּפפּױזן / Poyzn, teljes hivatalos neve: Stołeczne Miasto Poznań=Poznań főváros) – az egyik legnagyobb lengyel város, a Warta folyó partján fekszik, Nagy-Lengyelország és a Nagy-lengyelországi vajdaság fővárosa. Poznań Lengyelország ötödik legnagyobb városa, lakossága 2023-ban 540 146 fő, míg a Poznań megyét és számos más települést magába foglaló Poznańi metropolisztérségben (Metropolia Poznań) több mint 1,029 millióan élnek. Az egyik legrégebbi lengyel város. A Szent Péter és Pál katedrális a legrégebbi lengyel templom, ebben található az első lengyel uralkodók: I. Mieszko, Vitéz Bolesław, II. Mieszko, I. Kázmér, Władysław Odonic (Odon fia Ulászló), I. Przemysł, Bolesław Pobożny, II. Przemysł sírja. Ma a város fontos ipari, kulturális és egyetemi központ. Neve valószínűleg a Poznan személynévből származik, és azt jelenti, hogy „Poznan városa”, de lehetséges, hogy egyszerűen a lengyel poznać igéből, mely megismer, felismer jelentésű.

## Éghajlat
| Hónap                         | Jan.  | Feb.  | Már.  | Ápr. | Máj. | Jún. | Júl. | Aug. | Szep. | Okt. | Nov.  | Dec.  | Év    |
| ----------------------------- | ----- | ----- | ----- | ---- | ---- | ---- | ---- | ---- | ----- | ---- | ----- | ----- | ----- |
| Rekord max. hőmérséklet (°C)  | 13,5  | 17,6  | 24,0  | 30,5 | 31,8 | 38,0 | 38,7 | 38,2 | 34,6  | 27,9 | 19,9  | 15,0  | 38,7  |
| Átlagos max. hőmérséklet (°C) | 2,1   | 3,7   | 8,1   | 15,0 | 19,8 | 23,1 | 25,2 | 24,9 | 19,5  | 13,3 | 7,1   | 3,2   | 13,8  |
| Átlagos min. hőmérséklet (°C) | −2,9  | −2,4  | 0,0   | 4,0  | 8,4  | 11,9 | 14,1 | 13,7 | 9,6   | 5,4  | 1,8   | −1,4  | 5,2   |
| Rekord min. hőmérséklet (°C)  | −28,5 | −28,0 | −21,4 | −8,6 | −3,9 | 0,5  | 3,8  | 3,2  | −1,7  | −8,3 | −15,2 | −24,9 | −28,5 |
| Átl. csapadékmennyiség (mm)   | 38    | 31    | 40    | 29   | 54   | 58   | 84   | 56   | 41    | 35   | 34    | 40    | 540   |
| Havi napsütéses órák száma    | 51    | 72    | 126   | 211  | 257  | 257  | 269  | 253  | 165   | 113  | 54    | 37    | 1865  |
| Forrás: meteomodel, IMGW      |       |       |       |      |      |      |      |      |       |      |       |       |       |

| Hónap                         | Jan. | Feb. | Már. | Ápr. | Máj. | Jún. | Júl. | Aug. | Szep. | Okt. | Nov. | Dec. | Év   |
| ----------------------------- | ---- | ---- | ---- | ---- | ---- | ---- | ---- | ---- | ----- | ---- | ---- | ---- | ---- |
| Átlagos max. hőmérséklet (°C) | 0,5  | 2,2  | 6,8  | 13,0 | 18,8 | 22,1 | 23,5 | 23,1 | 18,7  | 13,1 | 6,4  | 2,2  | 12,6 |
| Átlagos min. hőmérséklet (°C) | −4,8 | −3,9 | −0,8 | 2,8  | 7,7  | 11,2 | 12,5 | 12,2 | 9,0   | 5,3  | 1,2  | −2,6 | 4,2  |
| Átl. csapadékmennyiség (mm)   | 30   | 24   | 27   | 36   | 53   | 60   | 69   | 57   | 43    | 39   | 39   | 38   | 515  |
| Havi napsütéses órák száma    | 40   | 61   | 109  | 152  | 219  | 215  | 218  | 206  | 138   | 102  | 40   | 32   | 1532 |
| Forrás: NOAA                  |      |      |      |      |      |      |      |      |       |      |      |      |      |

## Városrészek
A mai Poznań 1793–1800 között Poznań, Ostrów, Ostrówek, Środka, Chwaliszewo és Łacina önálló városok egyesülése révén jött létre. A gyorsan fejlődő városhoz csatlakoztak a szomszédos falvak: Grunwald, Łazarz, Górczyn, Jeżyce, Wilda, Winogrady 1900-ban, Piątkowo és Rataje később. Ma Poznań öt kerületre oszlik, amelyek tovább oszlanak szomszédságokra.

## Története

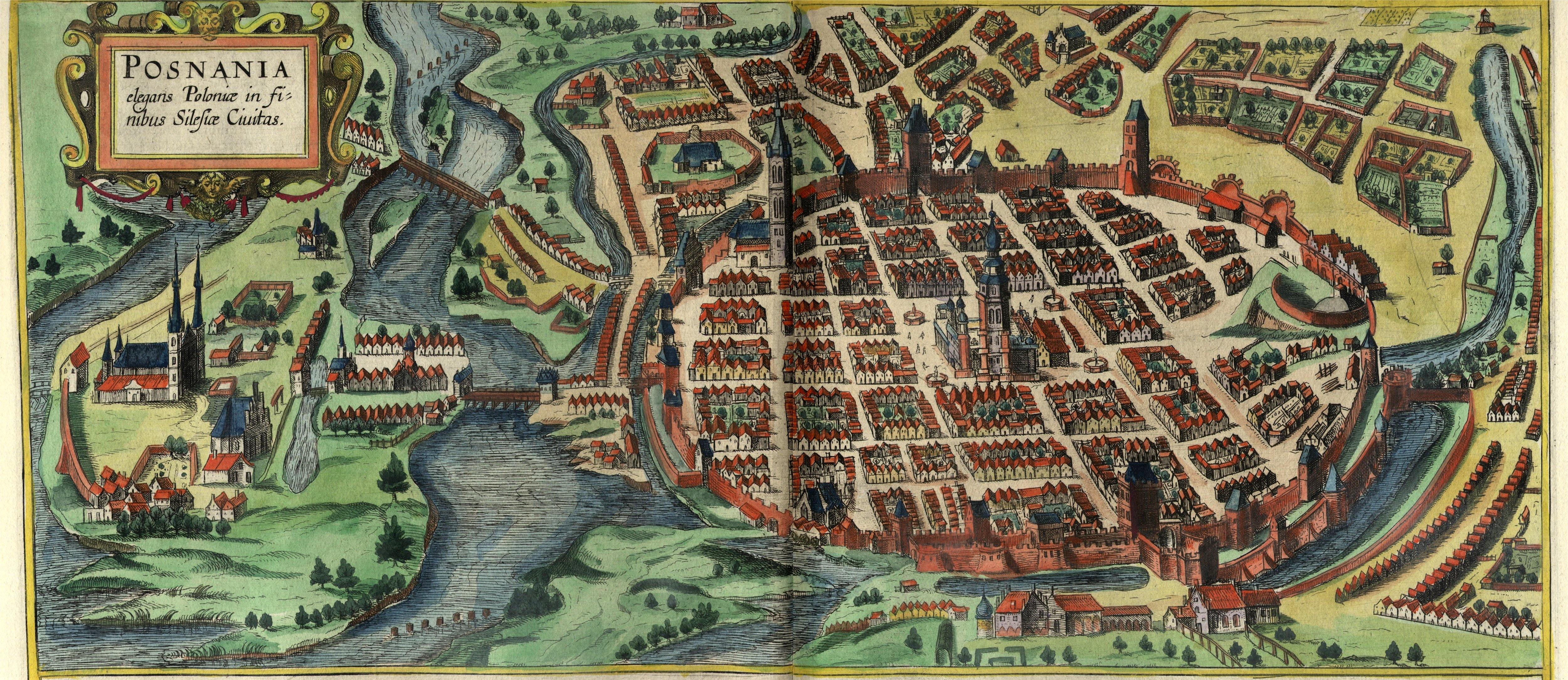
Poznań 1617

I. Mieszko, a polánok első ismert uralkodója itt építette fel egyik várát. A poznańi Szent Péter és Pál-székesegyház, az első lengyel templom a 10. század második felében épült. A város Nagy-Lengyelország fővárosa lett. I. Mieszko fiát, Vitéz Boleszlávot 1025-ben királlyá koronázták és így megalakult a Lengyel Királyság. Nagy-Lengyelország a lengyel állam „bölcsője” lett, itt temették el I. Mieszkót és I. Bolesławot. A Lubrański akadémiát, a második lengyel egyetemet (valójában nem teljes egyetem, mert a tudományokat tanuló hallgatóknak Krakkóba kellett menni) 1519-ben alapították.
A 17. század második felében és a 18. század nagy részében Poznańt súlyosan érintette a háborúk, az ezzel járó katonai megszállások, fosztogatások és pusztítások sorozata: az északi és a nagy északi háború, a lengyel örökösödési háború, a hétéves háború és a Bari konföderáció. Az özönvíz idején Poznań zsidó közösségét azzal vádolták, hogy együttműködik a betörő svéd ellenséggel, és ennek következtében pogromokat szenvedett el, amelyeket mind a város nem zsidó lakosai, mind a lengyel korona hadseregének egységei végrehajtottak.
A várost ekkoriban gyakori pestisjárványok és árvizek is sújtották, különösen az 1736-os árvíz, amely a külvárosi épületek nagy részét elpusztította. Az agglomeráció lakossága az 1600 körüli 20 000 főről 1730 körül 6000 főre csökkent, és bambergi és holland telepeseket (Bambers és Olęders) hoztak a lepusztult külvárosok újjáépítésére. 1778-ban a városban létrehozták a „Jó Rend Bizottságát” (Komisja Dobrego Porządku), amely felügyelte az újjáépítési erőfeszítéseket és átszervezte a város közigazgatását.

Poznań Nagy-Lengyelország fővárosa volt, amikor Lengyelország felosztásakor, 1793-ban porosz fennhatóság alá került, és a területet Dél-Poroszországgá nevezték át. A nagy-lengyel felkelés 1806-ban egyrészt Napóleon császár törekvéseit segítette, másrészt a megszálló porosz erőket kiűzte. A város 1807-ben a Varsói Hercegség része és a poznańi kerület fővárosa lett. Napóleon veresége után, 1815-ben a bécsi kongresszuson a győztesek átszabták Európa térképét. Nagy-Lengyelországot visszaadták Poroszországnak, és a város az autonóm Poseni Nagyhercegség fővárosa lett. Az 1800-as évek közepe táján kitört forradalmak után hivatalos porosz tartomány lett, majd 1871-ben a német államok egyesülésekor a Német Birodalom része lett. Ebben az időben óriási munkákkal felépítették a poznańi erődrendszert, amely ekkoriban a harmadik legnagyobb volt egész Európában.

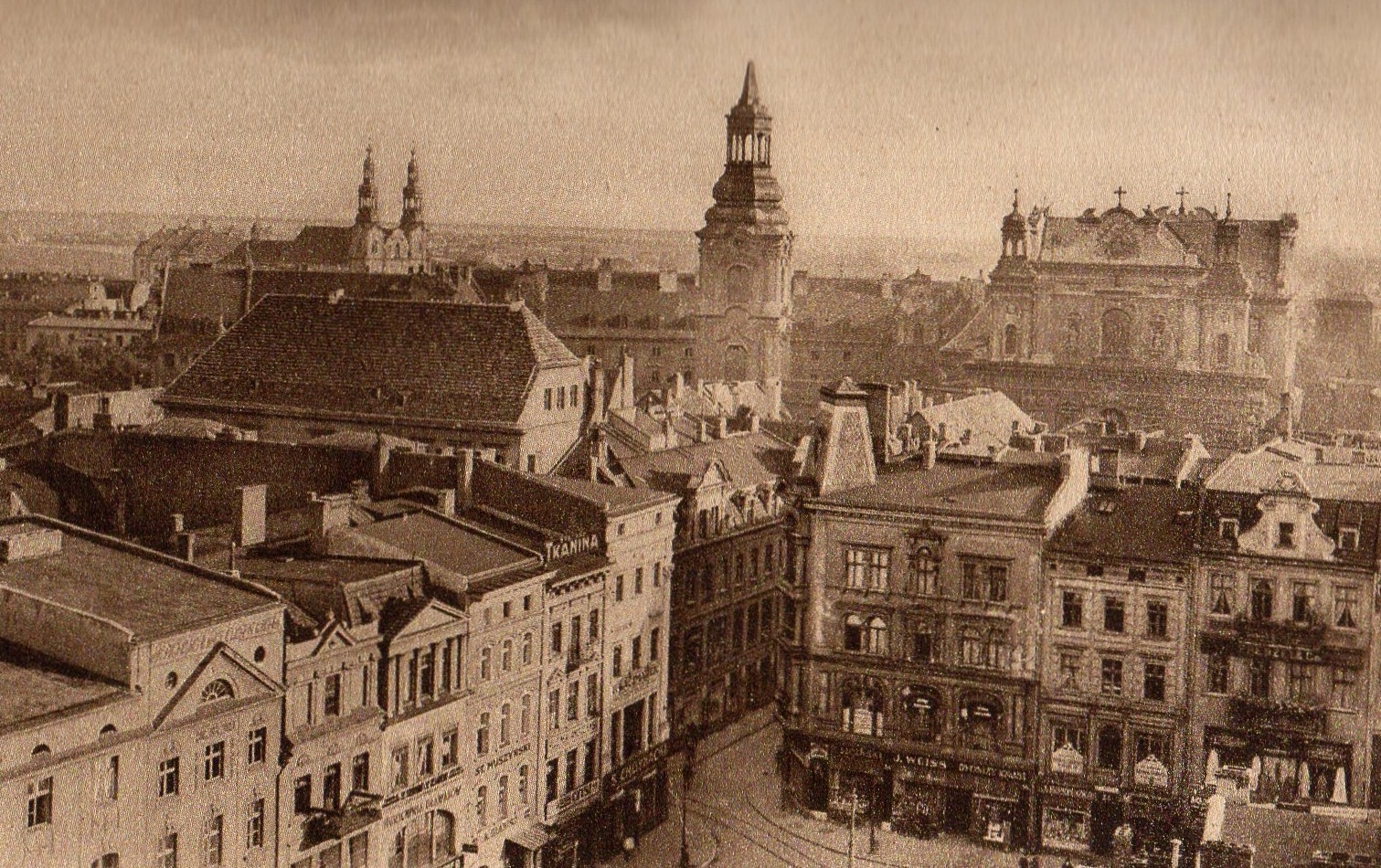
Poznań 1929

Röviddel a Német Birodalom első világháborús veresége után 1918-1919-ben kitört a Nagy-lengyelországi felkelés, mely a második lengyel köztársaság megalakulásához vezetett, ekkor a város a poznańi vajdaság központja lett. A második világháború alatt Lengyelország német megszállás alatt volt, és a lengyel lakosságot keményen elnyomták. A háború befejezése után a város a környező vidék fővárosa lett, amelynek határai 1957, 1975 és 1999-ben bővültek. Poznań jelenleg vajdasági székhely. A poznańiak soha nem tűrték az idegen elnyomást, a megszállókat mindig a pokolba kívánták. Nem csoda, hogy a poznańiakra a szovjet megszállók is irritálóan hatottak, ami végül forradalomhoz vezetett. Az 1956-os poznańi forradalmi megmozdulások hozzájárultak a háború utáni kommunista rendszer viszonylagos felpuhulásához. Hatásuk és az ezeréves magyar–lengyel barátság fényes hagyományai jelentős szerepet játszottak az 1956-os magyar forradalmat megelőző politikai erjedésben.

## A város nevének eredete
Poznań az egyik legrégebbi lengyel város, éppen ezért nehéz megtalálni neve etimológiáját. Vannak különféle elméletek eredetével kapcsolatban, de ezek mind legendák. Eddig nem találtak hiteles okiratot, amely a név születésére is fényt derítene.

## Turista látványosságok

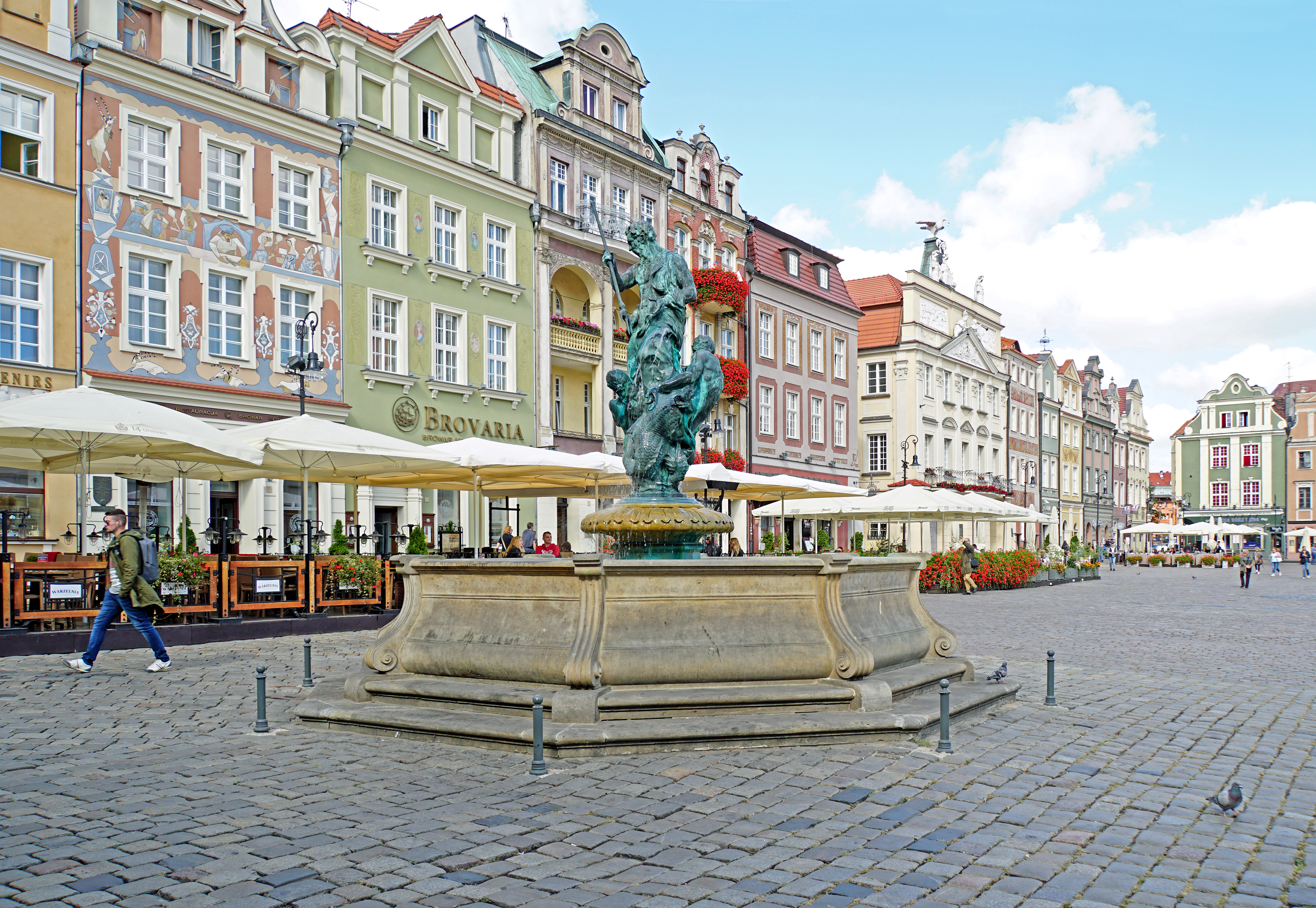
Óváros

Poznańban nagyon sok érdekes hely van. Híres a régi piactér reneszánsz építészete, az első számú műemlék a Városháza. A társaskáptalan temploma és a régi jezsuita épületcsoport többi tagja ugyanilyen értékes műemlék. A régi piactér feletti dombon a királyi vár áll, s körülötte a városfal maradványai. Fontos színhely az Ostrów Tumski (Tumski-sziget, valamikor a Warta szigete volt), ez a város legrégebbi része, melyen az ország legősibb temploma (a Szent Péter és Pál katedrális) áll, valamint a hercegi palota X. századbeli maradványai és egy rotunda nyomai.
Fontos látnivalók a „császári negyed” épületei, valamint sok temploma, palota és kastély. Két állatkert, a botanikus kert és a pálmaház valamint műemlék parkok is látogatásra érdemesek. Az ipartörténeti épületek, sportlétesítmények és a poznani nemzetközi vásár is sok turistát vonz.
A Poznańon áthaladó turista útvonalak: a Román túra, a Piast-túra és a Kórniki-túra. A város körül a „Poznani gyűrű” nevű kerékpárút kanyarog, hét csatlakozó úttal, amelyek a központba vezetnek.

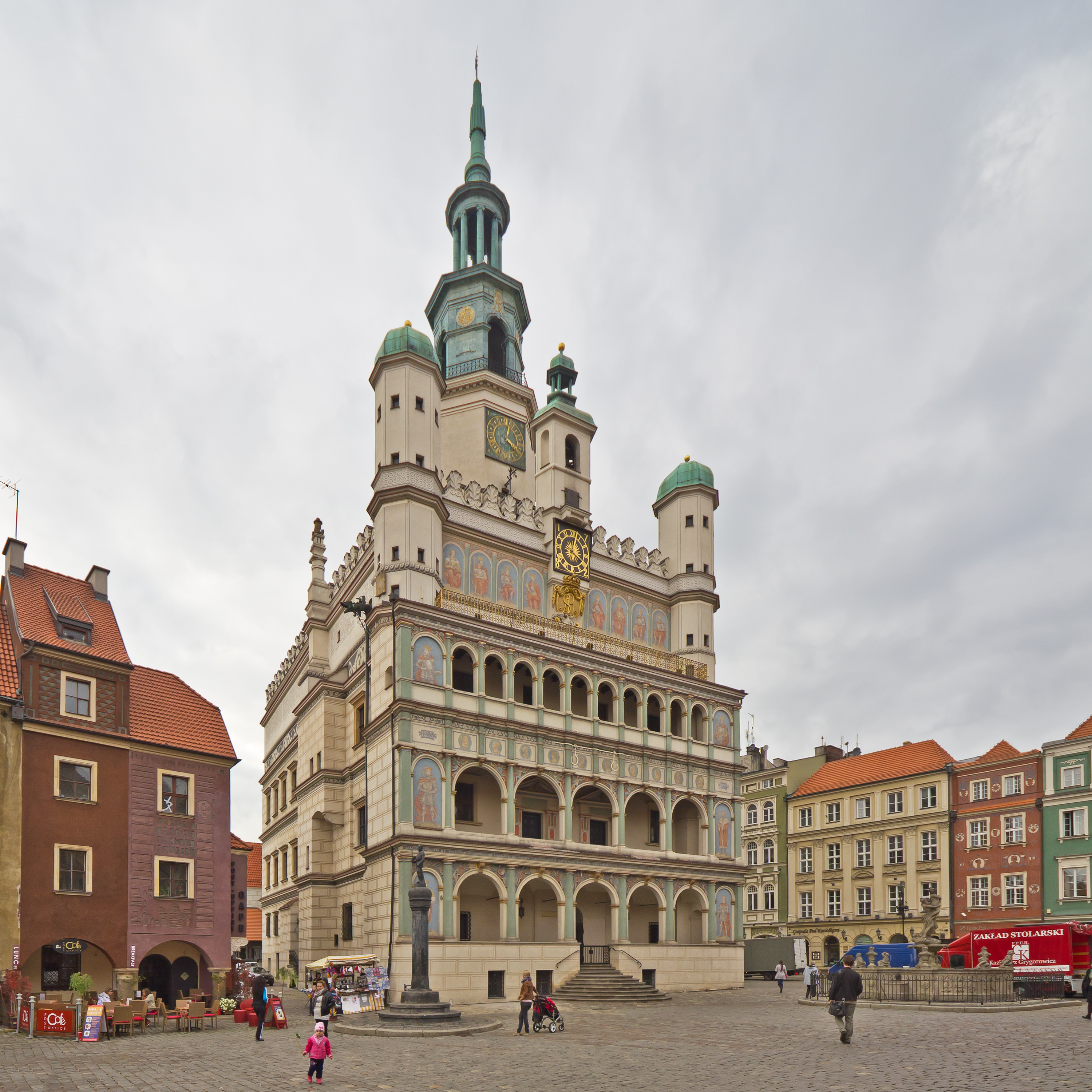
Városháza
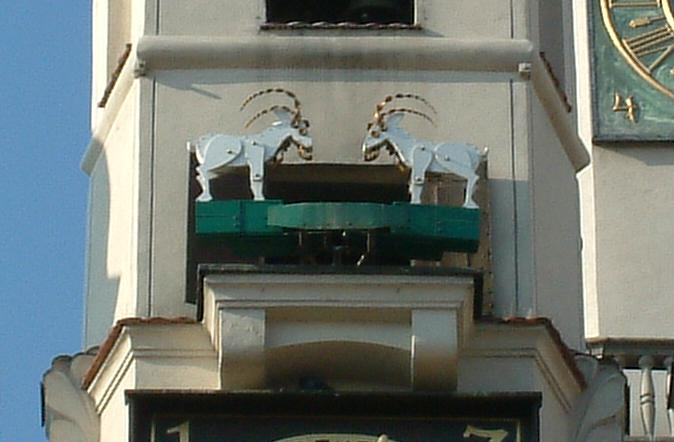
Kecskék a városházán
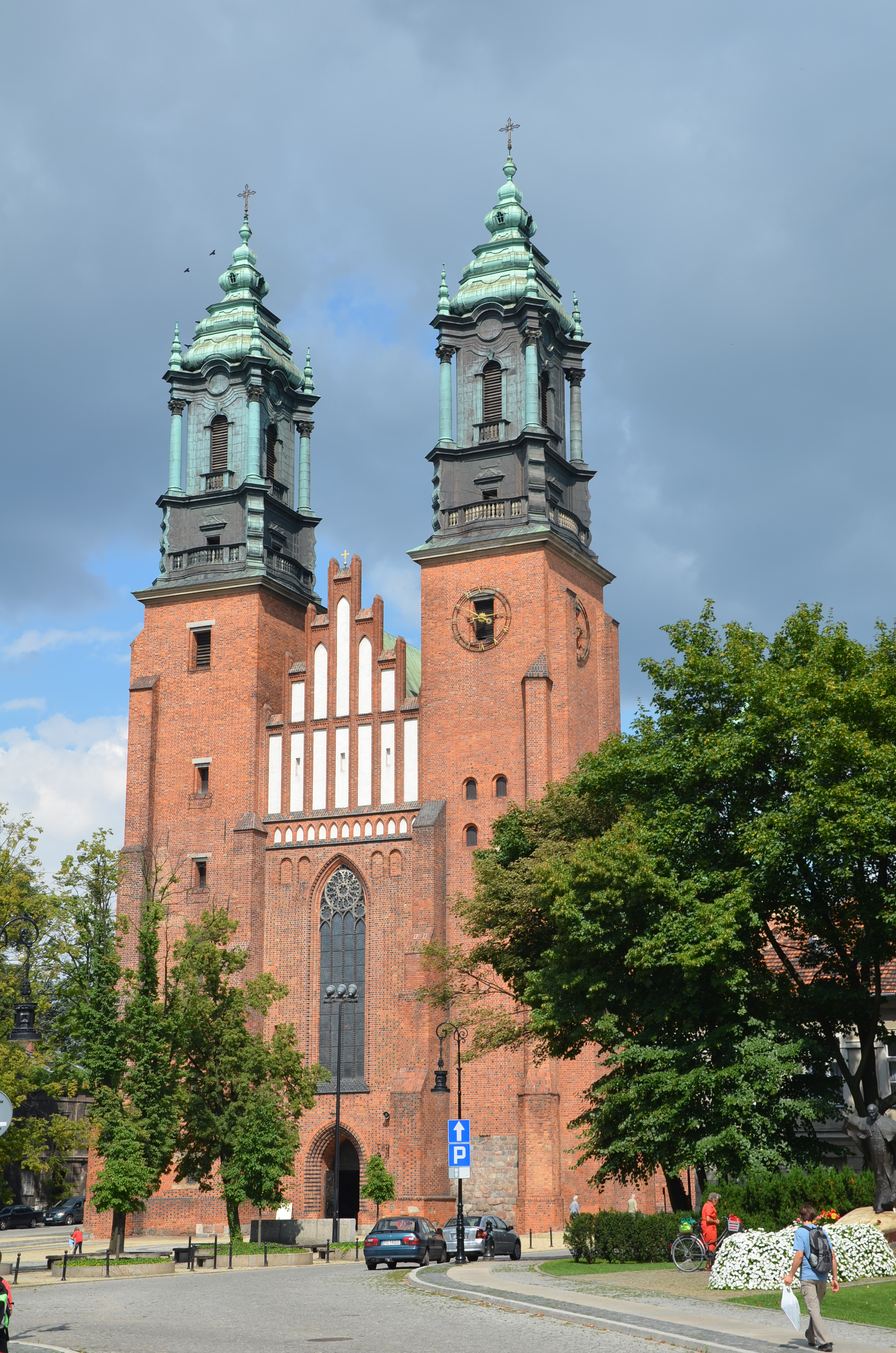
Szent Péter és Pál apostol székesegyház
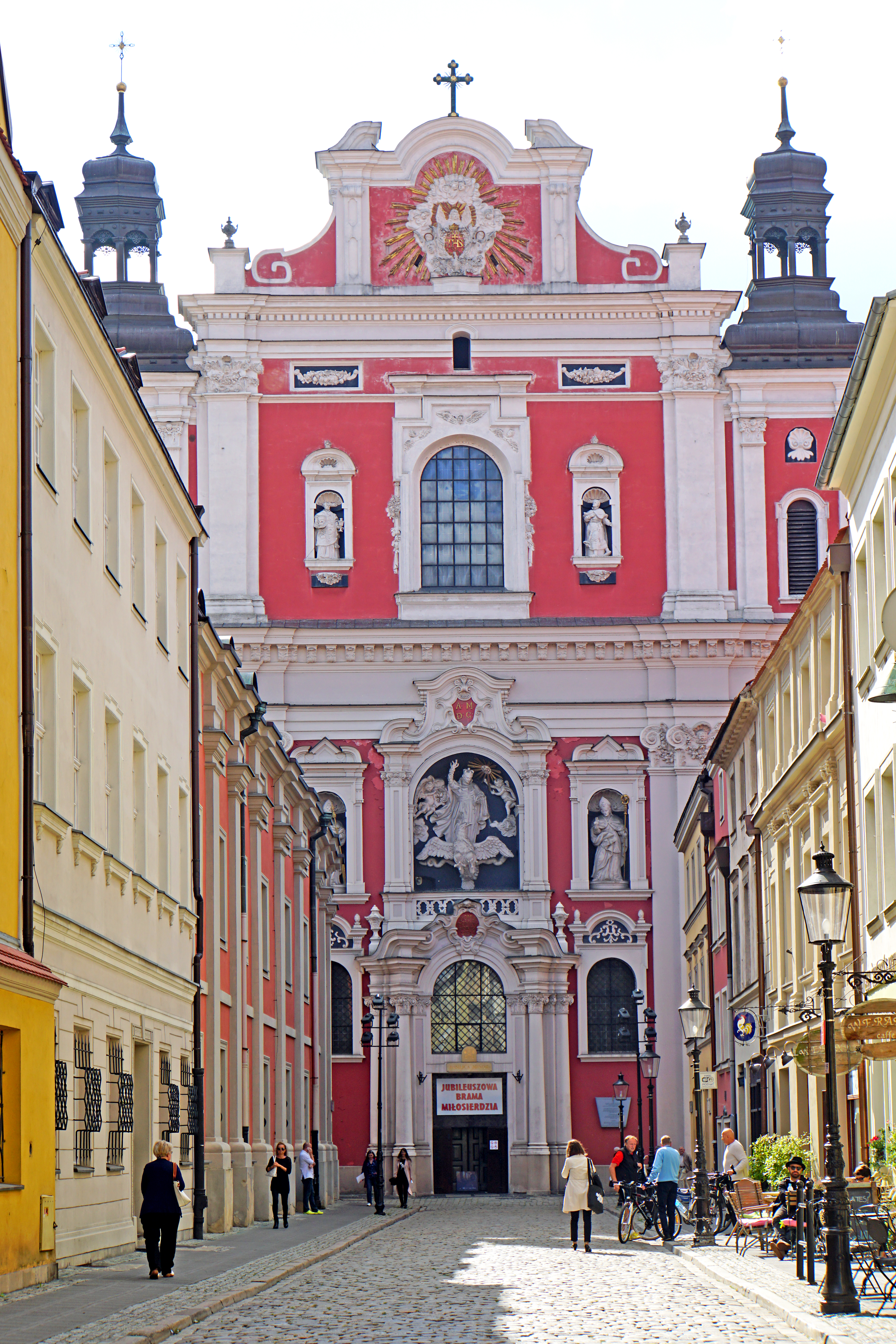
Jezsuita templom
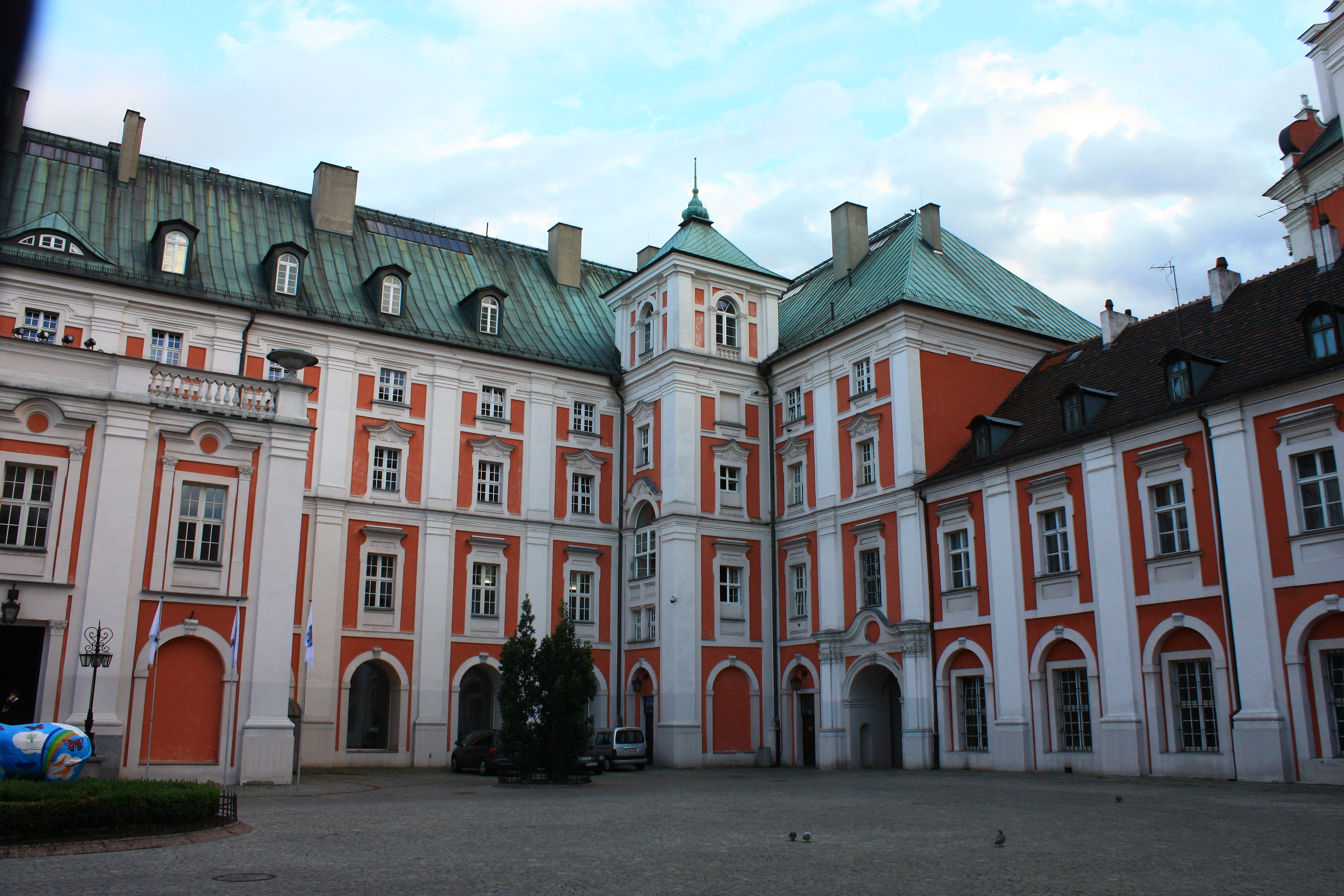
Jezsuita kollégium
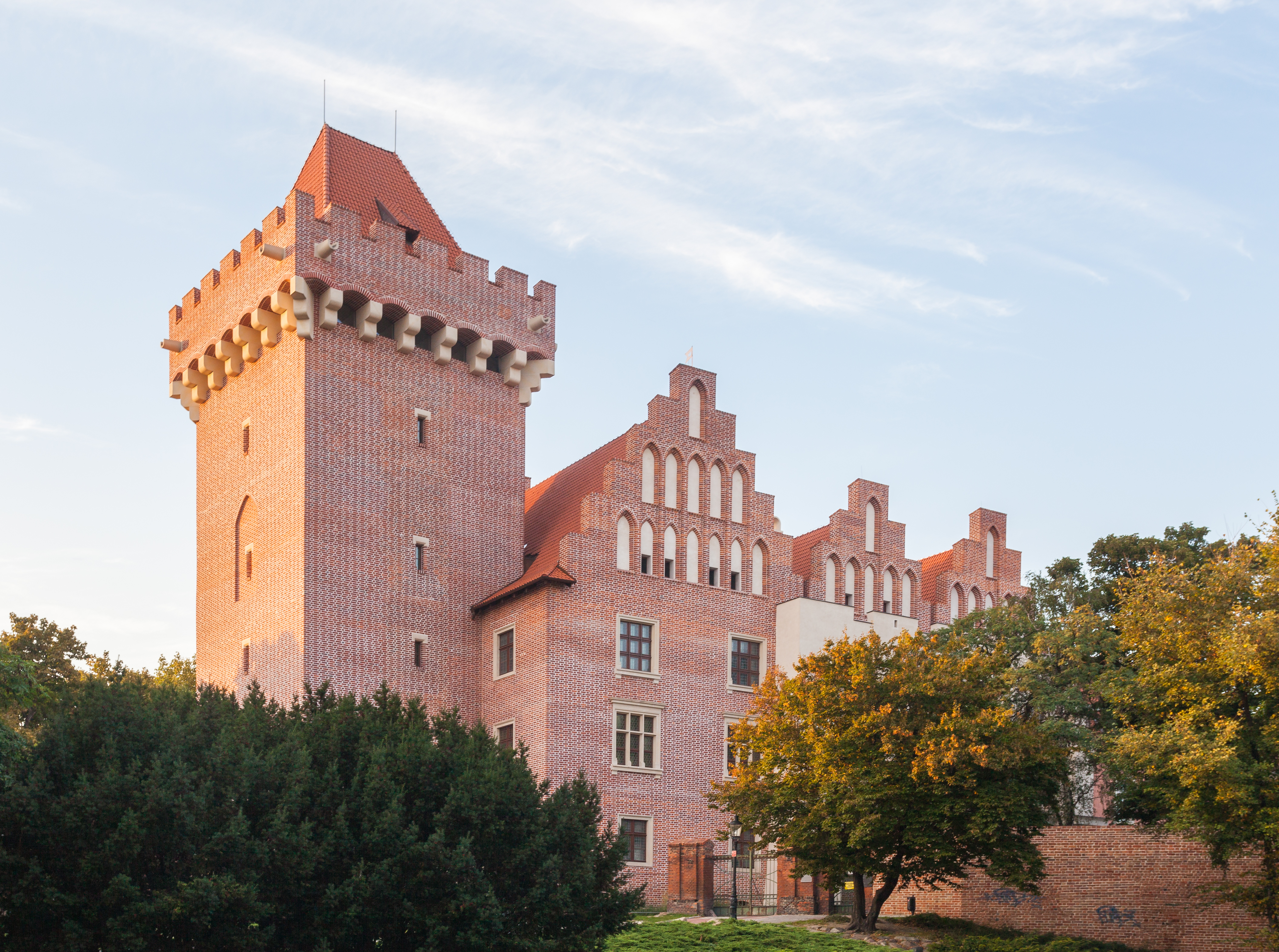
Vár

## Egyetemek és főiskolák
Állami intézetek:

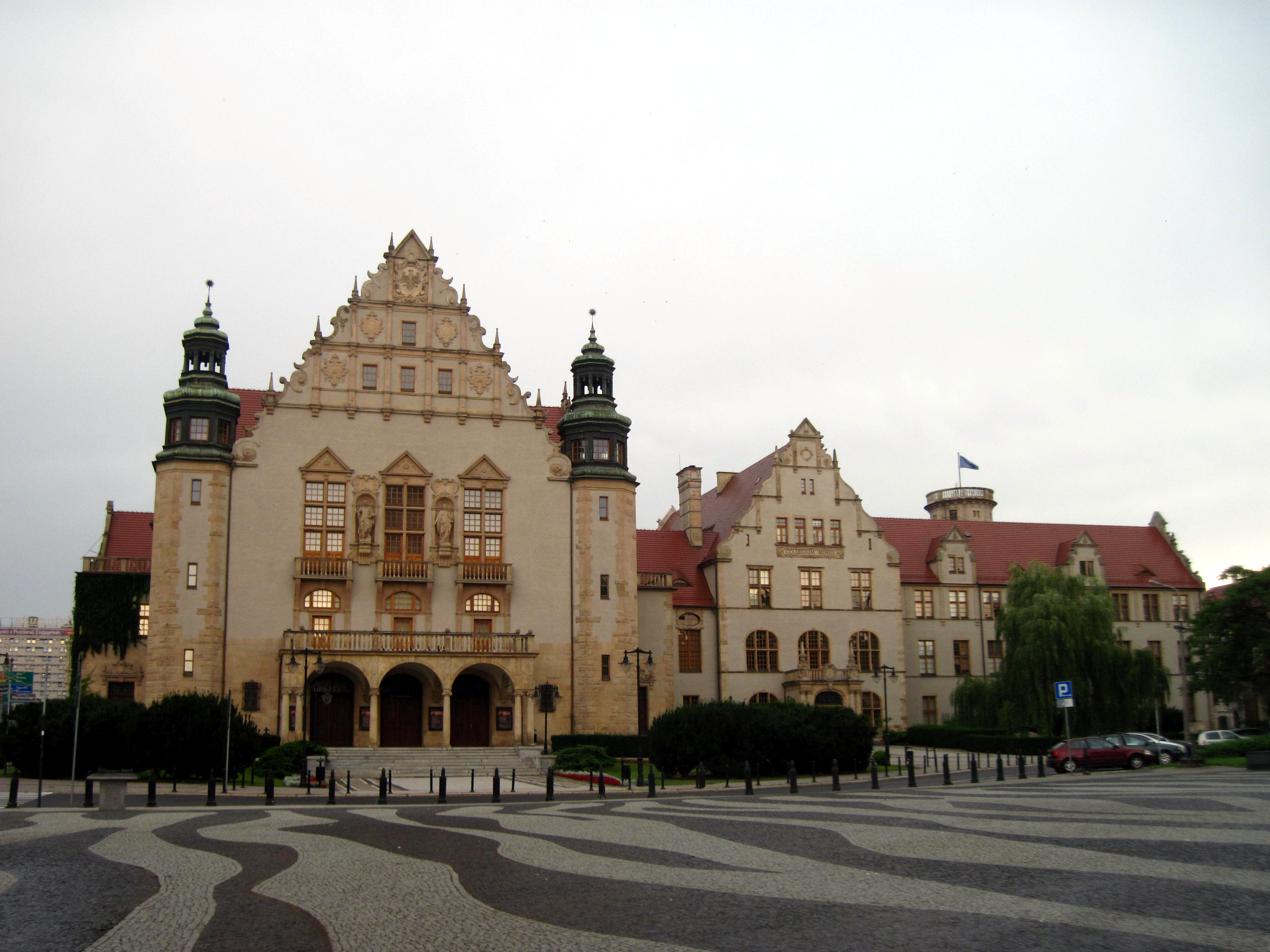
Mickiewicz Adam Egyetem

- Uniwersytet im. Adama Mickiewicza (Mickiewicz Adam Egyetem)
- Uniwersytet Medyczny im. Karola Marcinkowskiego w Poznaniu – Orvosi egyetem
- Uniwersytet Przyrodniczy w Poznaniu – Mezőgazdasági egyetem
- Uniwersytet Ekonomiczny w Poznaniu – Közgazdasági egyetem
- Akademia Wychowania Fizycznego w Poznaniu – Testnevelési akadémia
- Akademia Sztuk Pięknych w Poznaniu – Szépművészeti akadémia
- Akademia Muzyczna w Poznaniu – Poznańi zeneakadémia
- Politechnika Poznańska – Poznańi műszaki egyetem

Nem állami intézetek:
- Wyższa Szkoła Bankowa w Poznaniu – Bankfőiskola
- Wyższa Szkoła Nauk Humanistycznych i Dziennikarstwa – Humán tudományok és újságírás főiskolája

Állami kutatóintézetek:
- Instytut Zachodni im. Zygmunta Wojciechowskiego – Nyugati intézet

## Múzeumok

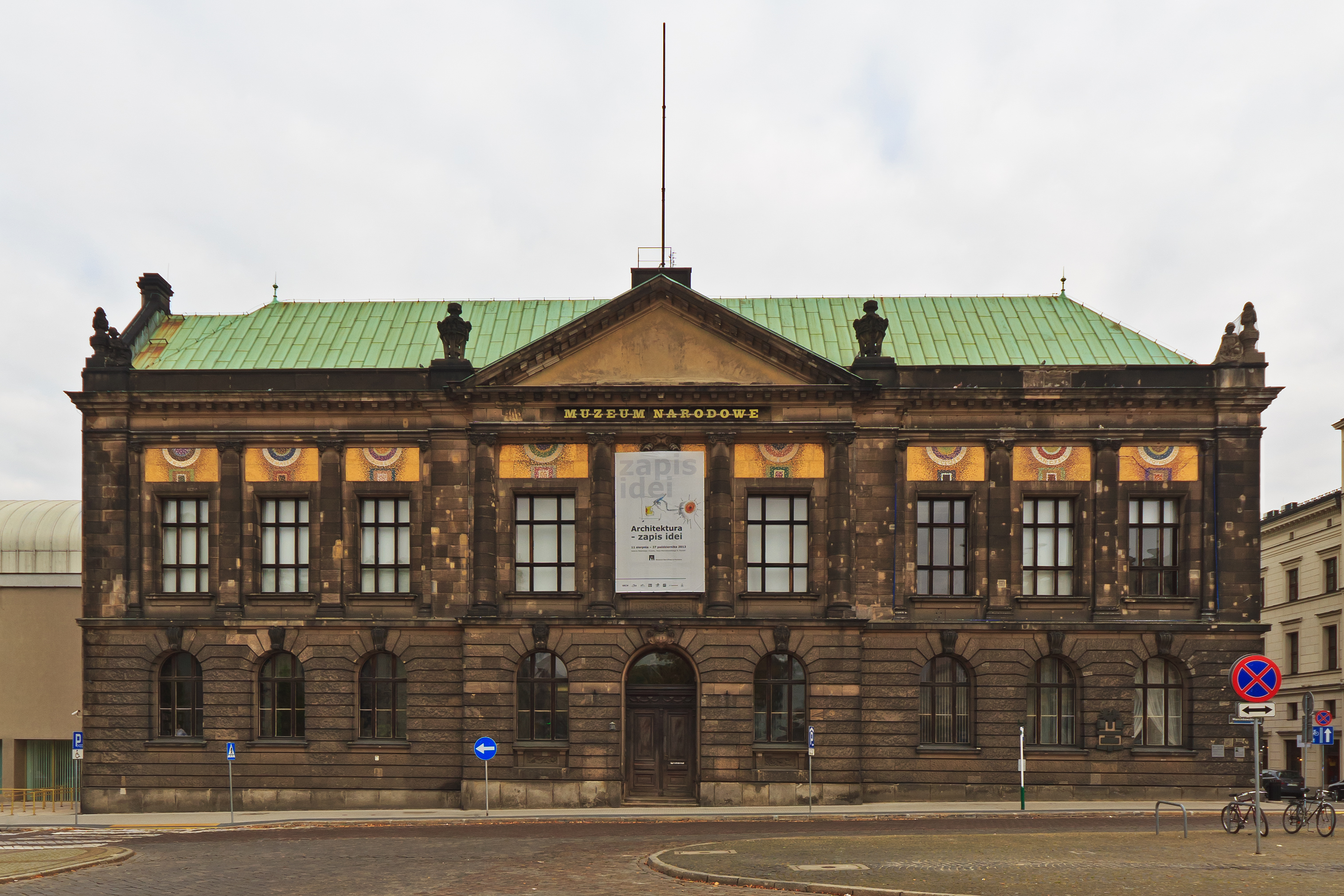
A Poznańi nemzeti múzeum

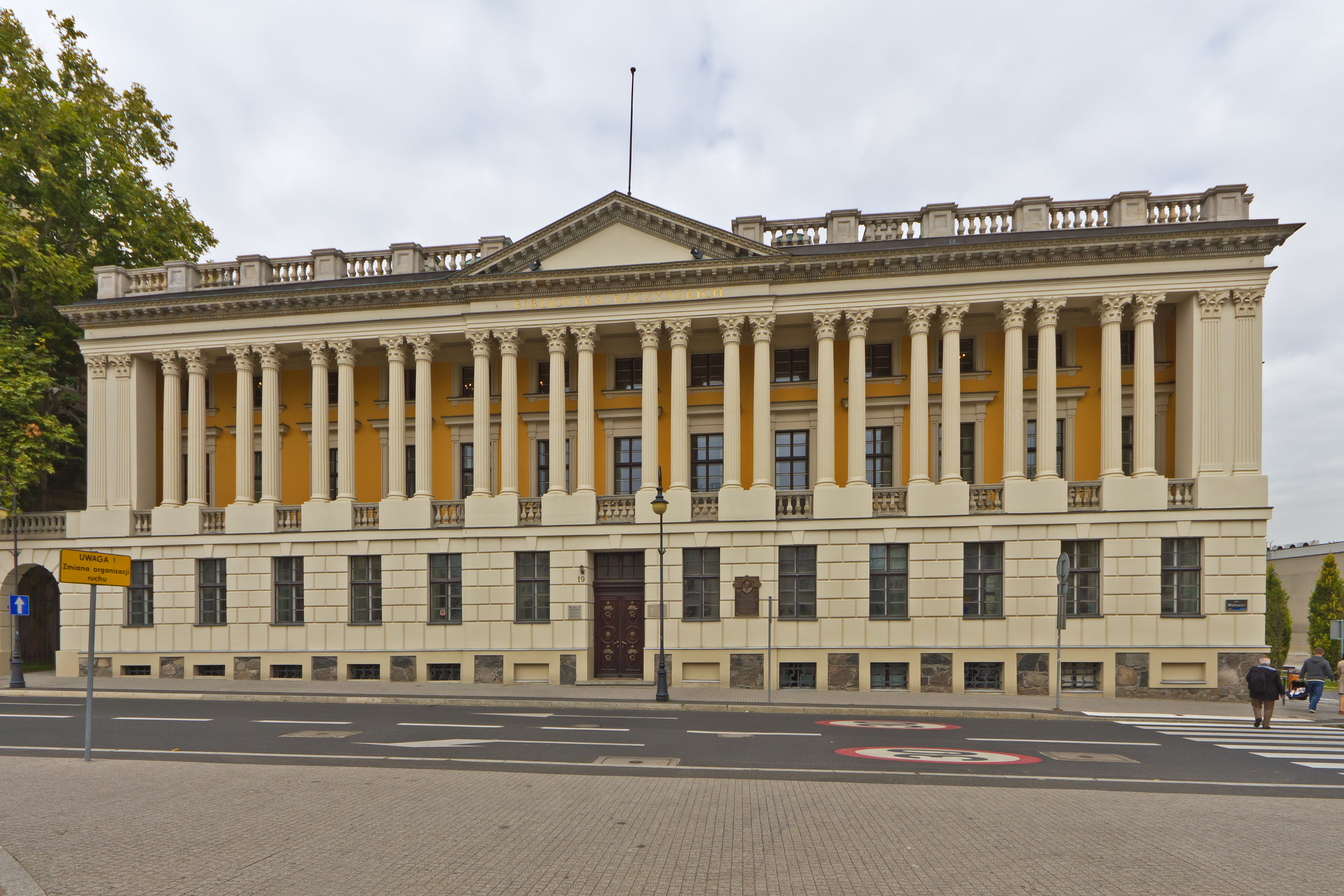
A Raczyńsky könyvtár

- Muzeum Narodowe w Poznaniu – A Poznańi nemzeti múzeum, részlegei:
  - Néprajzi múzeum
  - Poznań várostörténeti múzeuma
  - Hangszermúzeum
  - Festmény- és szoborgaléria
  - Iparművészeti múzeum
  - Katonai múzeum
- Wielkopolskie Muzeum Walk Niepodległościowych w Poznaniu – Függetlenségi harcok múzeuma
- Biblioteka Raczyńskich – részlegek:
  - Kazimiera Iłłakowiczówna lakása és dolgozószobája
  - Henryk Sienkiewicz múzeum
  - Józef Kraszewski lakása és dolgozószobája
- Régészeti múzeum (Pałac Górków)
- Érsekségi múzeum
- Orvosi akadémia múzeuma
- Páncélos fegyvernem múzeuma
- Gyógyszerészeti múzeum
- Motorizáció múzeuma
- Környezetvédelmi múzeum
- Vasút mentési múzeum
- Panoptikum
- Régi Poznań makettje

## Színházak

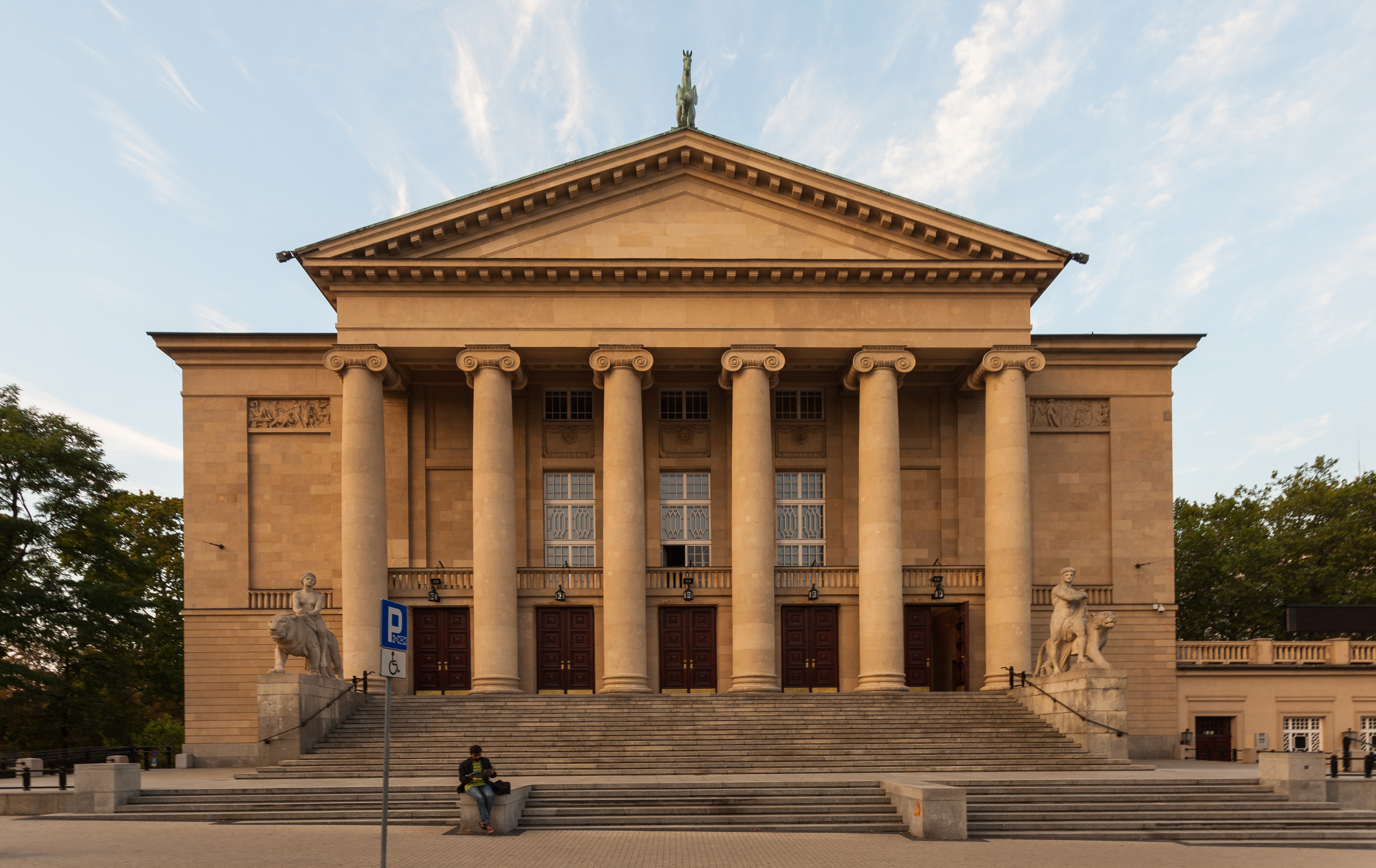
A Moniuszko Stanisław Nagyszínház

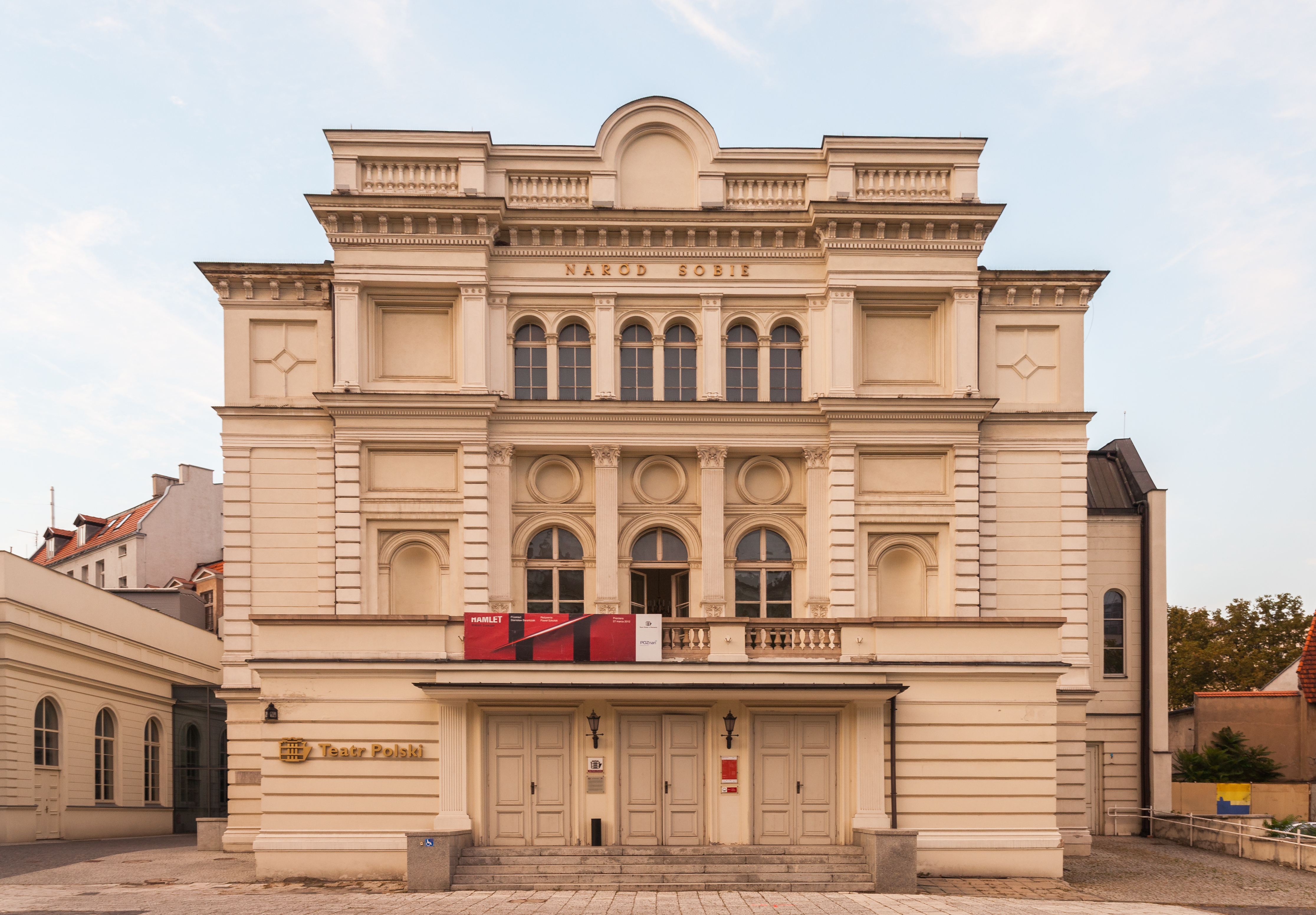
A Lengyel Színház

- Teatr Wielki im. Stanisława Moniuszki w Poznaniu (Moniuszko Stanisław Nagyszínház)
- Polski Teatr Tańca Balet Poznański
- Teatr Polski w Poznaniu (Lengyel Színház)
- Teatr Nowy im. Tadeusza Łomnickiego (Łomnicki Tadeusz Újszínház)
- Teatr Muzyczny w Poznaniu (Zenés színház)
- Ośrodek Teatralny Maski
- Estrada Poznańska – Scena Na Piętrze
- Teatr Strefa Ciszy
- Stowarzyszenie Teatralne Teatr Biuro Podróży
- Teatr Animacji Centrum Kultury Zamek
- Teatr Obok
- Teatr Ósmego Dnia
- O.B.O.R.A.|Platforma Artystyczna O.B.O.R.A.

## Sport
- Lech Poznań – labdarúgás
- Warta Poznań – labdarúgás, gyeplabda
- KS Posnania – rögbi
- PSŻ Poznań – salakmotorozás
- Grunwald Poznań – gyeplabda
- Pocztowiec Poznań – gyeplabda
- Kozły Poznań – amerikai futball

## Magyar vonatkozások

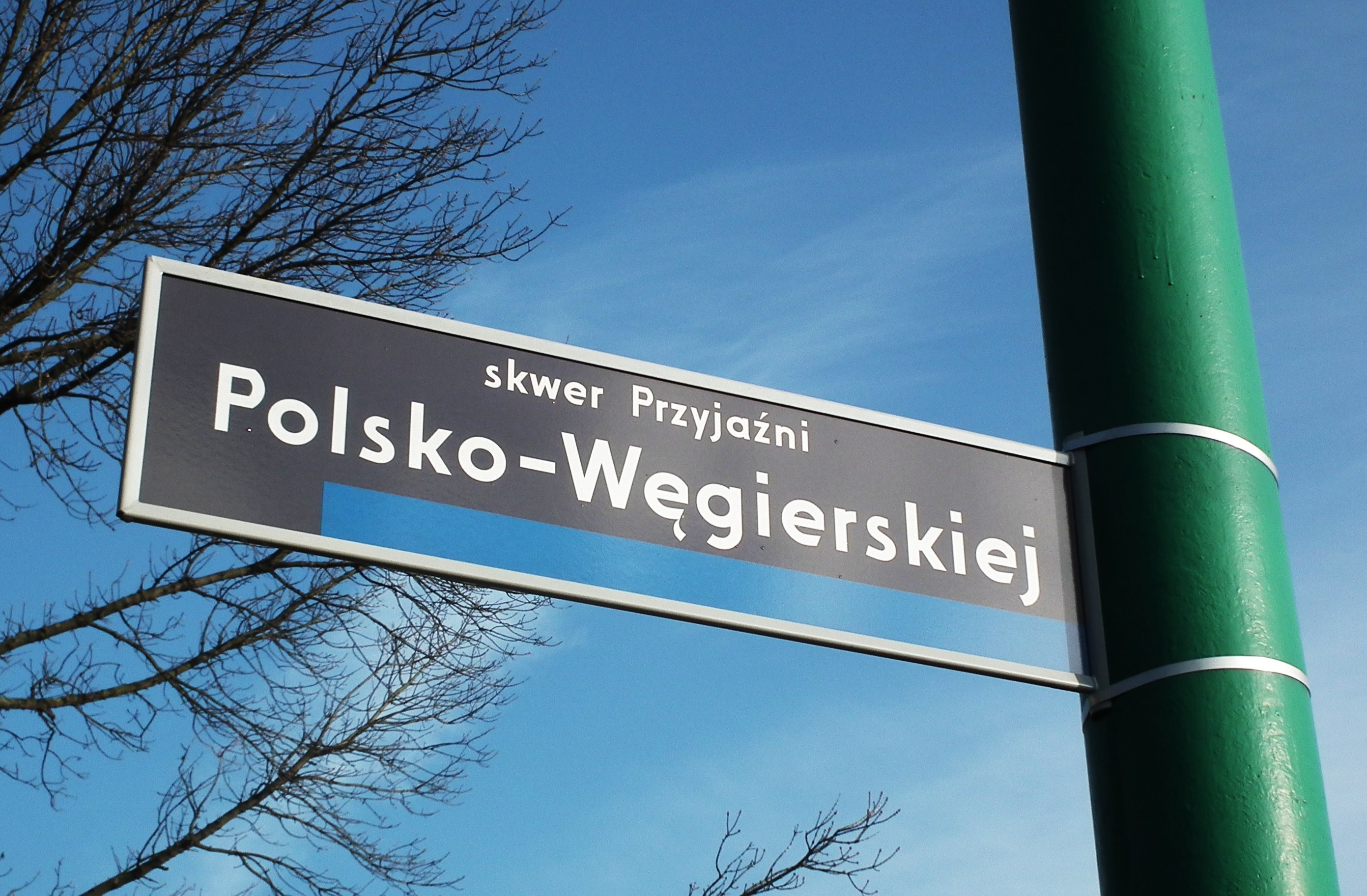
Lengyel–magyar barátság tér

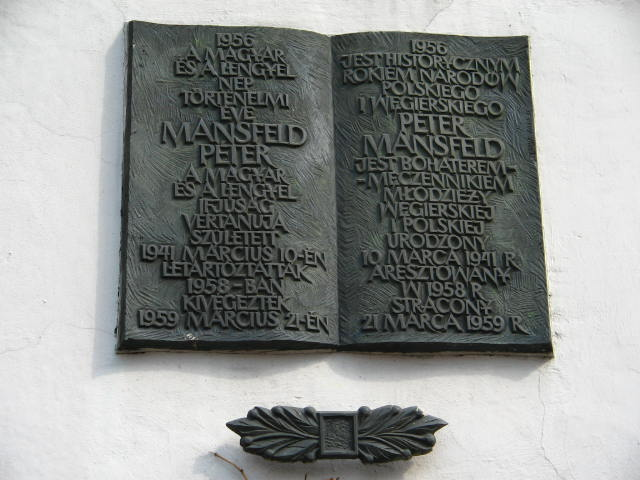
Mansfeld Péter-emléktábla

Poznań a lengyel államiság kezdeteitől évszázadokig az ország fővárosa, ennélfogva évszázadokig a lengyel–magyar barátság alakulásának igen fontos színhelye volt. Lengyel királyok, főrendiek sokasága magyar feleséget vett magához, vagy éppen magyar főrendihez, királyhoz ment feleségül. 
Itt élt Veszprém város névadója – Bezprym herceg (986–1031) az első lengyel király, Vitéz Boleszláv magyar hercegnőtől, Judittól született fia, aki később Magyarországon bujkált, és csak apja halála után tért vissza Poznańba. 
A Liszt Ferenc Lengyel–Magyar Baráti Társaság az első lengyel–magyar egyesület volt, amely 1956-ban Antoniewicz Zdzisław újságíró lakásán jött létre, aki később élete végéig (1984-ig) az egyesület díszelnöke volt, és fáradhatatlanul szervezett vasúti- és buszutazásokat Magyarországra a magyar-barátok, egykori menekültek és diákok számára, több magyar iskolával összehozott testvériskolai kapcsolatot poznańi vagy más lengyel városbeli iskolával. Alapító tagjainak többsége 1939-ben Magyarországra menekült, és igen szívélyes, baráti fogadtatásban részesült. Hazatérésük után mindent elkövettek a barátság népszerűsítése érdekében, de ez hivatalosan csak 1956-ban, Władysław Gomułka hatalomra kerülése után vált lehetővé. 
Az alapító tagok többsége fegyveresen részt vett az 1956. június 28-an kirobbant 1956-os poznańi forradalom harcaiban. Az 1956-os magyar forradalom kitörésének hírére vért, élelmiszert, ruhát, gyógyszereket és pénzt gyűjtöttek a szovjet fenevaddal szembeszálló hősies magyarok javára. Az adományokat titkos tátrai és szlovákiai ösvényeken át azok a tátrai futárok vitték, akik 1939–1945 között a lengyel ellenállási mozgalom futárai voltak.
A Lengyel–Magyar baráti Társaság címe: Towarzystwo Przyjaźni Polsko – Węgierskiej im. F. Lista, 61-164 Poznań, os. Piastowskie 104 (DK Na Skarpie). Elnök: mgr. Ryszard Szylberg.
A városban utca viseli Mansfeld Péter nevét.

## Híres emberek
- Itt született Eduard Gerhard német archeológus (1795–1867).
- Itt született 1931-ben Helena Zoll-Adamikowa lengyel régész, egyetemi professzor.